# لوری رام
لوری رام (انگلیسی: Lori Rom؛ زادهٔ ۱۶ اوت ۱۹۷۵) هنرپیشه اهل ایالات متحده آمریکا است. وی از سال ۱۹۹۸ میلادی تاکنون مشغول فعالیت بوده‌است.